# 拉尔夫·克雷格
拉尔夫·库克·克雷格（英語：Ralph Cook Craig，1889年6月21日—1972年7月21日），美国男子田径运动员。他曾获得1912年夏季奥运会田径比赛男子100米和200米金牌。他于1972年7月21日在纽约去世，享年83岁。